# High Accuracy Radial velocity Planet Searcher

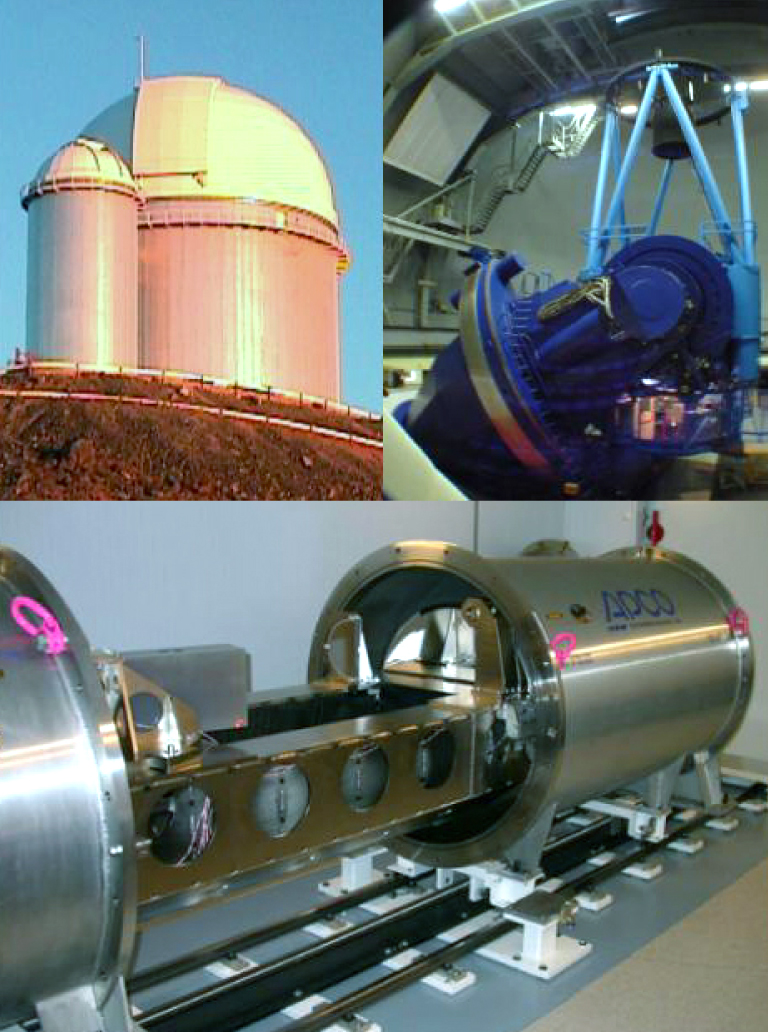
Спектрограф HARPS и 3.6m телескоп в La Silla. Слева вверху башня телескопа, справа сверху сам телескоп. Спектрограф HARPS во время лабораторных испытаний показан внизу. Вакуумная камера открыта, поэтому видны некоторые элементы спектрографа

High Accuracy Radial velocity Planet Searcher (HARPS) — высокоточный эшелле-спектрограф, установленный в 2002 году на 3,6-метровом телескопе в обсерватории Ла-Силья в Чили. «Первый свет» был получен в феврале 2003 года. Это спектрограф второго поколения, предназначенный для измерения лучевых скоростей и поиска экзопланет. Он базируется на опыте, полученном при эксплуатации двух своих предшественников ELODIE и CORALIE.

## Характеристики
Точность лучевых скоростей при измерении HARPS достигает 0,97 м/с (3,5 км/ч). Это один из двух инструментов в мире действующих с такой точностью (в конце 2018 года на телескопе Very Large Telescope начал работу эшелле-спектрограф третьего поколения ESPRESSO (Echelle Spectrograph for Rocky Exoplanet and Stable Spectroscopic Observations) с точностью 0,26 м/с). Высокая точность достигается благодаря тому, что свет от звезды и торий-аргонной калибровочной лампы наблюдаются одновременно с использованием двух пучков оптоволокна. Беспрецедентной точности также способствуют высокая механическая и температурная стабильность спектрографа. Для этого спектрограф помещён в вакуумную камеру в Куде комнате телескопа, температура в которой сохраняется с точностью до 0,01 °C. Кроме того, для уменьшения ошибок гидирования используется двухуровневый световой смеситель.
Разрешение и чувствительность инструмента настолько велики, что он попутно произвёл наиболее точное измерение спектра тория в видимом диапазоне. Инструмент достиг такого уровня точности определения лучевых скоростей, что для некоторых типов звезд возможности поиска планетных систем ограничены звездными пульсациями, а не недостатками самого спектрографа.
Главный разработчик HARPS — Мишель Майор, который является первооткрывателем планет у звёзд солнечного типа. С помощью HARPS была открыта система Gliese 581, которая включает наименьшую известную экзопланету Gliese 581 e и две суперземли, орбиты которых лежат в обитаемой зоне.

## Планеты, открытые с помощью HARPS
На начало 2010 года с помощью HARPS были открыты 75 экзопланет (из примерно 420 известных) в 30 системах.
Некоторые из них приведены ниже:
| Планета      | Дата открытия   |
| ------------ | --------------- |
| HD 330075 b  | 10 февраля 2004 |
| Mu Arae c    | 25 августа 2004 |
| Gliese 876 d | 13 июня 2005    |
| HD 93083 b   | 2005            |
| HD 101930 b  | 2005            |
| HD 102117 b  | 2005            |
| HD 4308 b    | 2005            |
| HD 69830 b   | 18 мая 2006     |
| HD 69830 c   | 18 мая 2006     |
| HD 69830 d   | 18 мая 2006     |
| Gliese 581 c | 23 апреля 2007  |
| Gliese 581 d | 23 апреля 2007  |
| HD 40307 b   | июнь 2008       |
| HD 40307 c   | июнь 2008       |
| HD 40307 d   | июнь 2008       |
| Gliese 581 e | апрель 2009     |
| HD 44219b    | 19 октября 2009 |
| HD 85390b    | 19 октября 2009 |
| HD 85512 b   | август 2011     |
| HD 40307 g   | октябрь 2012    |
| Проксима b   | 24 августа 2016 |